# Liste der Mitglieder des Landtags des Herzogtums Sachsen-Altenburg (1870–1873)
Diese Liste gibt einen Überblick über alle Mitglieder des Landtages des Herzogtums Sachsen-Altenburg von 1870 bis 1873.

## Allgemeines
Die Abgeordneten wurden gemäß dem Wahlgesetz vom 31. Mai 1870 bestimmt. Der Landtag bestand danach aus 30 direkt gewählten Abgeordneten: Neun Abgeordnete wurden von der Stadtbevölkerung, zwölf von der Landbevölkerung und neun von den Höchstbesteuerten gewählt. Das passive Wahlrecht hatte jeder steuerpflichtige männliche Staatsbürger, der das 25. Lebensjahr erreicht hat. Die Abgeordneten wurden für drei Jahre gewählt. Es handelte sich um die erste Wahl nach dem neuen Wahlrecht.

## Liste
| Name                                                             | Kurie            | Wahlbezirk      |                        | Beschreibung                               |
| ---------------------------------------------------------------- | ---------------- | --------------- | ---------------------- | ------------------------------------------ |
| Karl Lippold                                                     | Höchstbesteuerte | 1               | Altenburg              | Kaufmann                                   |
| Karl Sieber jun.                                                 | Höchstbesteuerte | 2               | Altenburg              | Kaufmann                                   |
| Johann Borzig                                                    | Höchstbesteuerte | 3               | Obermolbitz            | Gutsbesitzer                               |
| Julius Petzold                                                   | Höchstbesteuerte | 4               | Dippelsdorf            | Gutsbesitzer                               |
| Julius Hans von Thümmel                                          | Höchstbesteuerte | 5               | Röddenitz              | Geheimer Finanzrat                         |
| Friedrich Julius Stöhr                                           | Höchstbesteuerte | 6               | Altenburg              | Advokat                                    |
| Christian August Hesse                                           | Höchstbesteuerte | 7               | Eisenberg              | Gerichtsamtmann, Justizrat, Dr. jur.       |
| Ernst Friedrich von Beust                                        | Höchstbesteuerte | 8               | auf Serba              | Graf und Herr, Kammerherr                  |
| Alexander Wolfgang von Schwarzenfels genannt von Rothkirch-Trach | Höchstbesteuerte | 9               | auf Altenberga         | Rittergutsbesitzer, Kammerherr             |
| Gustav Richard Wagner                                            | Städte & Land    | 1, 1. Abteilung | Altenburg              | Appellationsgerichtsvizepräsident, Dr. jur |
| Ernst Theodor Göpel                                              | Städte & Land    | 1, 2. Abteilung | Altenburg              | Advokat                                    |
| Moritz Laurentius                                                | Städte & Land    | 1, 3. Abteilung | Altenburg              | Oberbürgermeister, Geheimer Regierungsrat  |
| Karl Findeisen                                                   | Städte & Land    | 2, 1. Abteilung | Gößnitz                | Gerichtsamtmann                            |
| Heinrich Ernst Klötzner                                          | Städte & Land    | 2, 2. Abteilung | Schmölln               | Justizrat, Gerichtsamtmann                 |
| Eberhard Hofmeister                                              | Städte & Land    | 2, 3. Abteilung | Ronneburg              | Buchhändler                                |
| Johann Kühn                                                      | Städte & Land    | 3, 1. Abteilung | Garbisdorf             | Amtsvorsteher, Guts- und Gasthofsbesitzer  |
| Mollo Kresse                                                     | Städte & Land    | 3, 2. Abteilung | Lehma                  | Amtsvorsteher, Gutsbesitzer                |
| Friedrich August Späte                                           | Städte & Land    | 3, 3. Abteilung | Langenleuba-Niederhain | Maurermeister                              |
| Hans Schade                                                      | Städte & Land    | 4, 1. Abteilung | Selleris               | Gutsbesitzer                               |
| Jakob Burkhardt                                                  | Städte & Land    | 4, 2. Abteilung | Kummer                 | Gutsbesitzer                               |
| Karl Rother                                                      | Städte & Land    | 4, 3. Abteilung | Gessen                 | Gutsbesitzer, Amtsrichter                  |
| Gustav Adolph Glatzer                                            | Städte & Land    | 5, 1. Abteilung | Roda                   | Justizrat, Advokat                         |
| Friedrich Ernst Döll                                             | Städte & Land    | 5, 2. Abteilung | Kahla                  | Bürgermeister                              |
| Florentin Robert Rützer                                          | Städte & Land    | 5, 3. Abteilung | Eisenberg              | Bürgermeister                              |
| Christian Friedrich Kluge                                        | Städte & Land    | 6, 1. Abteilung | Etzdorf                | Gutsbesitzer                               |
| Otto Ludwig Korn                                                 | Städte & Land    | 6, 2. Abteilung | Unterrenthendorf       | Pastor                                     |
| Friedrich Bauer                                                  | Städte & Land    | 6, 3. Abteilung | Klosterlausnitz        | Amtsschulze                                |
| Karl Hermann von Beust                                           | Städte & Land    | 7, 1. Abteilung | auf Langenorla         | Kammerherr, Freiherr                       |
| Konrad Ludwig Gerstenbergk                                       | Städte & Land    | 7, 2. Abteilung | Roda                   | Kreishauptmann                             |
| Köhler                                                           | Städte & Land    | 7, 3. Abteilung | Weißbach               | Mühlenbesitzer und Amtsschultheiß          |